# Kaletonjärvi
Kaletonjärvi är en sjö i kommunen Tammerfors i landskapet Birkaland i Finland. Sjön ligger 95,4 meter över havet. Arean är 64 hektar och strandlinjen är 8,71 kilometer lång. Sjön  ingår i Kumo älvs huvudavrinningsområde.   Den ligger omkring 20 km norr om Tammerfors och omkring 180 km norr om Helsingfors. 